# 스카니아 K-시리즈

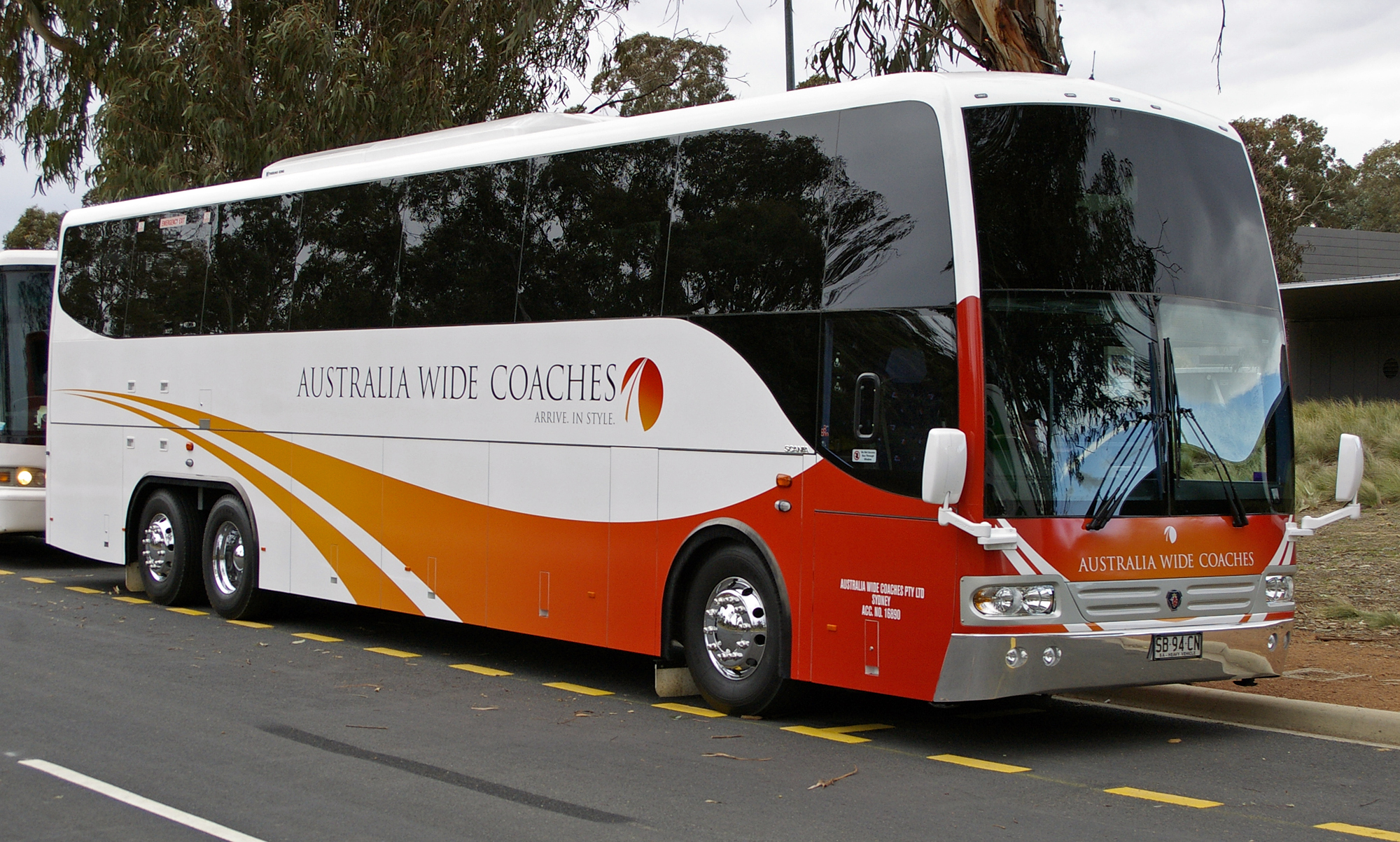

스카니아 K-시리즈는 스카니아에서 만드는 버스의 한 종류이다. 뒤쪽에 세로, 스트레이드 업 엔진이 장착되어 있으며 대한민국에선 수입이 되지 않는 차종이다.

## 스카니아 K-시리즈의 변천사
스카니아 K-시리즈는 2006년에 처음으로 출시가 되었으며 2세대와 3세대의 통합 후속인 차종이다. 2009년과 2013년에 각각 페이스리프트를 한번 거쳤으며 2016년에 후속 차종인 5세대가 출시되면서 4세대는 단종이 되었다. 스카니아 F-시리즈와는 달리 엔진이 뒤쪽에 있으며 뒷바퀴가 4개인 차종이다. 주로 관광버스나 고속버스의 용도로서 많이 쓰며 스카니아 대형트럭 시리즈와는 달리 대한민국에선 수입되지 않는 차종이다.

## 경쟁 차종
- 볼보버스
- 메르세데스-벤츠
- 이베코

## 같이 보기
- 스카니아
- 버스
- 상용차
- 스카니아 F-시리즈
- 스카니아 N-시리즈
- 스카니아 옴니링크
- 스카니아 옴니시티
- 스카니아 옴니익스프레스
- 시티와이드 LE/시티와이드 LF